# Crush (игра)
Crush — видеоигра в жанре головоломки и платформера, разработанная студией Zoë Mode и изданная Sega в 2007 году эксклюзивно для портативной игровой консоли PlayStation Portable; позднее игру переиздали для Nintendo 3DS под названием Crush 3D.
Сюжет происходит вокруг человека по имени Дэнни, который хочет побороть свою бессонницу. Действие игры происходит на уровнях, которые выполнены как в трёхмерной, так и в двухмерной графике.
Первые наработки для будущей игры создавались с 2002 года, однако фактически разработка началась не раньше 2006 года. Игра Crush была высоко оценена критиками, в первую очередь за стиль игрового процесса, заимствованный из Super Paper Mario, и оригинальную задумку. Несмотря на множество полученных наград, игра продавалась плохо.

## Сюжет
Герой игры, молодой человек по имени Дэнни, страдает от бессонницы, вызванной беспокойством, стрессом и подавленными воспоминаниями. Безумный учёный доктор Рюбен использует для излечения Дэнни специальное устройство «C.R.U.S.H.», вводящее Дэнни в состояние гипноза, в котором он может восстановить контроль над своим рассудком, собирая потерянные шарики и сражаясь со своими страхами, принимающими форму монстров. Дэнни говорит Рюбенс о своей личной жизни с девушкой по имени Тина, которую он в конечном итоге её бросил, и как над ним издевались на весёлой ярмарке. Позже, доктор возвращает обратно Дэнни в своё детство, чтобы рассказать, как его родители оставили одного дома, или почему героя преследуют жуткие тени. Вскоре после этих событий Дэнни обнаруживает, что причинами его бессонницы являются опасения и страхи, в частности, боязни остаться в темноте. В финале, «C.R.U.S.H.» находит у героя никтофобию, очень страшную фобию боязни темноты, и кажется хочет напасть на мозг, однако после этого экран становится чёрным и последующие события не показываются.

## Игровой процесс
В игре есть четыре мира, включающих по десять уровней, действие которых происходит в разных местах из воспоминаний Дэнни. Уровни состоят из платформ. Для завершения уровня игрок должен собирать шарики, дающие разное количество очков в зависимости от их цвета. При наборе нужного количества очков открывается выход с уровня. Дэнни может проползать в узкие проходы и прыгать на небольшую высоту.
Главной особенностью игры является возможность изменения количества измерений пространства между тремя и двумя в любой момент игры. Переключение в двухмерный режим убирает «глубину», соединяя ранее не связанные платформы. Однако Дэнни может их уничтожить, раздавив их платформами, которые можно соединять, меняя угол обзора.
На уровнях Дэнни будут преследовать монстры. Чтобы победить злодеев, игроку нужно кнопками на портативной консоли совершить переход от трёхмерного к двухмерному геймплею, чтобы раздавить или уничтожить их. Во время прохожений также можно столкнуться с таймером, который нужно остановить. Однако если персонажа задел враг, упал за пределы уровня, или не остановил таймер, он выходит из транса, а «C.R.U.S.H.» отправляет его на начало уровня или последний чекпоинт.
Кроме монстров, на локациях разбросаны большие сферы или цилиндры, которые может катить игрок. В некоторых случаях они могут быть использованы в головоломках или в качестве платформы. После выполнения некоторых заданий, в меню игры открываются дополнительные иллюстрации; они помогают разъяснить игроку «мысли» Дэнни о его страхах. Некоторые его вспоминания побуждают героя прыгать выше или останавливать время. В конце каждого уровня идёт подсчёт очков, где учитывается время прибывания на локации, сколько раз Дэнни «просыпался», и т. д.
После прохождения всех уровней открывается специальный режим, где от игрока требуется пройти тот или иной этап за определённое время.

## Разработка
Первые наработки, связанные с игрой Crush, создавались с 2002 года, но фактически работа началась лишь с 2006 года, когда была образована компания Zoe Mode. Первоначально в концепции нового проекта создатели хотели выполнить игровой процесс как в трёхмерной, так и в двухмерной графике. После выхода игры многие игровые издания отмечали, что игровой процесс Crush похож на геймплей Super Paper Mario, в первую очередь из-за возможности изменения количества измерений пространства. В интервью продюсер Пауль Моттрам удивился данному заявлению, и объяснил, что разработчики не копировали идеи у Nintendo, а пробовали создать нечто оригинальное для платформера.
Во время процесса разработки Zoe Mode внесла несколько корректировок в геймплее, а после его завершения художники и сценаристы в течение 6 месяцев создавали персонажей и историю игры соответственно. На создание уровней дизайнеров вдохновляли работы Тима Бёртона, Майка Миньола и Маурица Корнелиса Эшера. В первоначальном варианте сюжетная линия игры была более устрашающая, чем в финальной версии: по сюжету Дэнни умирает, а игроку показывают его воспоминания в виде флешбеков.
Этапы для Crush были созданы благодаря редактору уровней, применявшиеся для портативной консоли PlayStation Portable. Кроме того, Пауль Моттрам хотел видеть в проекте загружаемый контент, однако эти планы не осуществились из-за большой занятости студии Zoe Mode в других проектах.

## Оценки и мнения
| Сводный рейтинг       | Сводный рейтинг           |
| Агрегатор             | Оценка                    |
| --------------------- | ------------------------- |
| GameRankings          | PSP: 82,05 % 3DS: 70,92 % |
| Metacritic            | 83/100                    |
| MobyRank              | 83/100                    |
| Иноязычные издания    |                           |
| Издание               | Оценка                    |
| 1UP.com               | A                         |
| AllGame               | [ 12 ]                    |
| Edge                  | 7/10                      |
| EGM                   | 8,67/10                   |
| Eurogamer             | 8/10                      |
| G4                    | 3/5                       |
| GamePro               | 4,25/5                    |
| GameRevolution        | B                         |
| GameSpot              | 8,5/10                    |
| GameSpy               | [ 18 ]                    |
| GamesRadar+           | [ 19 ]                    |
| GameTrailers          | 8,9/10                    |
| GameZone              | 9,0/10                    |
| IGN                   | 8,9/10                    |
| PALGN                 | 8/10                      |
| Play (UK)             | 9/10                      |
| VideoGamer            | 8/10                      |
| WorthPlaying          | 8,7/10                    |
| Русскоязычные издания |                           |
| Издание               | Оценка                    |
| «Страна игр»          | 8,5/10                    |

Игра получила в основном положительные отзывы, со средней оценкой 83 из 100 на Metacritic и 82,05 % от GameRankings. Критиками был особо отмечен новаторский подход к игровому процессу. Райан Дэвис в рецензии на сайте GameSpot оценил игру за то, что она заимствует «очень небольшую часть своей новой концепции у предшествовавших ей игр». Ник Саттнер в рецензии на 1UP назвал игру «поощряющей изучение, умело разработанной головоломкой, которая играется как никакая другая». Отзывы о «кривой обучения» игры были смешанными. Джереми Данхэм на IGN положительно отозвался о порядке появления элементов головоломки «в идеальном темпе» и о том, что большинство задач требуют «нестандартного мышления» для их решения. Дэн Уайтхэд на Eurogamer посчитал, что темп появления новых элементов в игре слишком высок и игра «не даёт вам много времени, чтобы применить основы на практике». Некоторые критики нашли, что отдельные элементы игры умаляют её уникальность. Грег Орландо на X-Play начал обзор, назвав игру «одной из самых необычных игр, когда либо созданных», но отметил, что она «просто не очень весёлая» и не поощряет игрока ни к чему, помимо манипуляции миром и сбору предметов. Рецензенты отмечали, что некоторые головоломки неловко проходить в связи с управлением. Обозреватели посчитали, что сюжет игры слишком простым, но игровой процесс делает этот недостаток не очень значительным. Чарльз Гарольд из The New York Times сказал, что «минималистический сюжет можно простить за гениальные головоломки».
В мае 2007 года сайт IGN наградил игру статусом «игра месяца для PSP». Сайт GameSpy назвал её третьей лучшей игрой для PlayStation Portable и наградил игру званием «Лучшей головоломкой года для PSP» в 2007 году. Аналогично, в 2007 году IGN наградил игру званиями «Лучшей головоломки для PSP», «Самой инновационной игрой для PSP» и «Лучшей игрой для PSP, в которую никто не играл» в своём ежегодном награждении лучших игр года. Игра победила на конкурсе Develop Conference Industry Award 2007 года в категории «Лучшая новая интеллектуальная собственность для портативных игровых консолей». По словам Пола Моттрэма, несмотря на хорошие отзывы об игре, она не получила хороших продаж, но «мы надеемся, останется на некоторое время и продолжит сдвигать единиц».